# Ибрагим Мбомбо Нджойя
Ибрагим Мбомбо Нджойя (фр. Ibrahim Mbombo Njoya; 27 октября 1937, Фумбан, Камерун — 27 сентября 2021, Париж, Франция) — султан и король Бамумов Камеруна, последний представитель бамунской династии. Политик, государственный и дипломатический деятель, сенатор.

## Биография
Внук султана Ибрагима Нджойя. Наследовал трон от отца Сеиду Нджимолу Нджойя в 1992 году.
Получил два высших образования. Специальность — гражданский администратор, карьера молодого принца фактически началась в первое десятилетие после обретения независимости, когда ему было двадцать лет.
В 1960—1961 годах занимал пост государственного секретаря по информации Камеруна. Впоследствии был директором Кабинета министра вооруженных сил (1961—1964), затем Генеральным комиссаром по делам молодежи, спорта и образования (1964—1965).
С 1965 по 1970 год — заместитель министра народного образования, культуры молодежи и спорта.
В 1970 года — на дипломатической работе. Работал послом в Экваториальной Гвинее (1970—1974), затем в Египте (1974—1980).
В 1980 году вернулся в правительство в качестве заместителя министра иностранных дел. В 1982—1983 годах занимал пост министра связи и телекоммуникаций. Позже, министр молодежи и спорта (1983—1986).
С 1986 по 1988 год был министром информации и культуры, затем министром территориального управления (1988—1990). В 1990 году он вернулся на пост министра по делам молодежи и спорта.
С апреля по ноябрь 1991 года — временно исполняющий обязанности премьер-министра Камеруна.
Политик, член сената Камеруна.
10 августа 1992 года возведен на престол Султана и короля Бамуна.
С 1996 года — пожизненный президент Высшего совета спорта Африки (назначен министрами спорта всех африканских стран на состоявшейся Генеральной Ассамблее в Алжире).
Умер 27 сентября 2021 года в Париже в возрасте 83 лет из-за заражения COVID-19.